# Szojuz TMA–15M
A Szojuz TMA–15M a Szojuz TMA–M típusú orosz űrhajó repülése. 2014. november 23-án indították a Bajkonuri űrrepülőtérről. Ez a Szojuz típus 124. repülése. A Nemzetközi Űrállomás (ISS) 42. személyzetének három tagját szállította az űrállomásra. A tervek szerint 2015 májusáig, a 43. személyzet visszatéréséig marad az ISS-hez kapcsolódva.

## Küldetés

### Kilövés és dokkolás
A Szojuz TMA–15M 2014. november 23-án, magyar idő szerint 22 óra 1 perckor startolt a kazahsztáni Bajkonuri űrrepülőtérről, fedélzetén az orosz Anton Skaplerov, az amerikai Terry Virts és az Európai Űrügynökség (ESA) képviseletében az olasz Samantha Cristoforetti. A hármas a Nemzetközi Űrállomás (ISS) 42., majd a 43. állandó személyzetében dolgozott.
A kilövés után kilenc perccel már alacsony Föld körüli pályára állt az űrhajó, majd a már szokásos rövidített, hat órás megközelítéssel elérte és dokkolt a Nemzetközi Űrállomás Rasszvet moduljához 2014. november 24-én, magyar idő szerint 3 óra 49 perckor, majd pontban 5 órakor kinyílt az űrhajó és az űrállomás közötti zsilip ajtaja és az űrhajósok csatlakoztak az ISS személyzetéhez.
A 42. személyzet időszakában több jelentős esemény is történt az űrállomáson. Ellátmánnyal a fedélzetén érkezett egy amerikai Dragon űrhajó. Munkaidejük jelentős részében az űrhajósok változatos témájú tudományos kísérleteket hajtottak végre a súlytalanságban.

### Leválás és földetérés
Az eredetileg tervezett 2015. májusi visszatérést 1 hónappal elhalasztották az orosz Progressz teherűrhajó sikertelen indítását követő vizsgálatok miatt. 2015. június 11-én, magyar idő szerint 12 óra 20 perckor az űrhajó levált az űrállomásról. Bő három órával azután, hogy a Szojuz elhagyta az ISS-t, a visszatérő kapszula szerencsésen földet ért Kazahsztán területén, június 11-én, magyar idő szerint 15 óra 44 perckor.

## Érdekességek
- A 38 éves Cristoforetti programja a Futura nevet kapta.
- Cristoforetti a hetedik olasz űrhajós.
- Az olasz űrhajósnő egy vadonatúj fejlesztésű kávégépet vitt fel az űrállomásra.
- A 38 éves Cristoforettiből, az 1 hónapos visszatérés halasztása miatt váratlanul rekorder lett. Korábban, még 2007-ben az űrhajósnők közül az amerikai Sunita Williams töltött egyhuzamban 195 napot az űrben, most ezt növelte 199-re az olasz űrhajósnő.

## Személyzet

### Felszállásnál
- Anton Nyikolajevics Skaplerov (2) parancsnok,  Oroszország
- Samantha Cristoforetti (1) fedélzeti mérnök,  Olaszország
- Terry Wayne Virts (2) fedélzeti mérnök,  Egyesült Államok

Zárójelben a űrhajós repüléseinek száma.

#### Tartalék személyzet
- Oleg Dmitrijevics Kononyenko parancsnok,  Oroszország
- Kimiya Yui fedélzeti mérnök,  Japán
- Kjell Norwood Lindgren fedélzeti mérnök,  Egyesült Államok

## Galéria

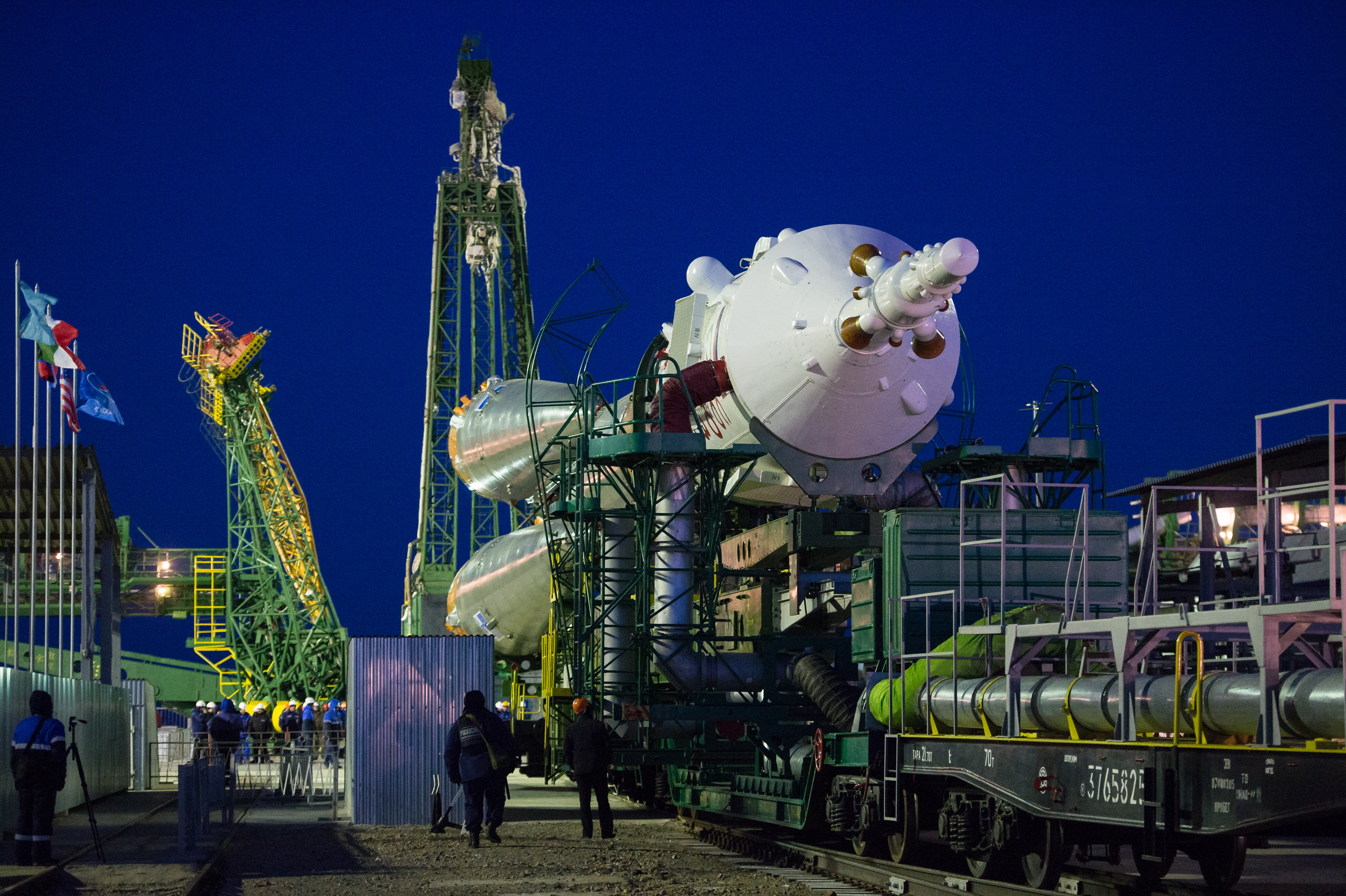
A Szojuz TMA–15M és rakétája kiszállítása a kilövőálláshoz.
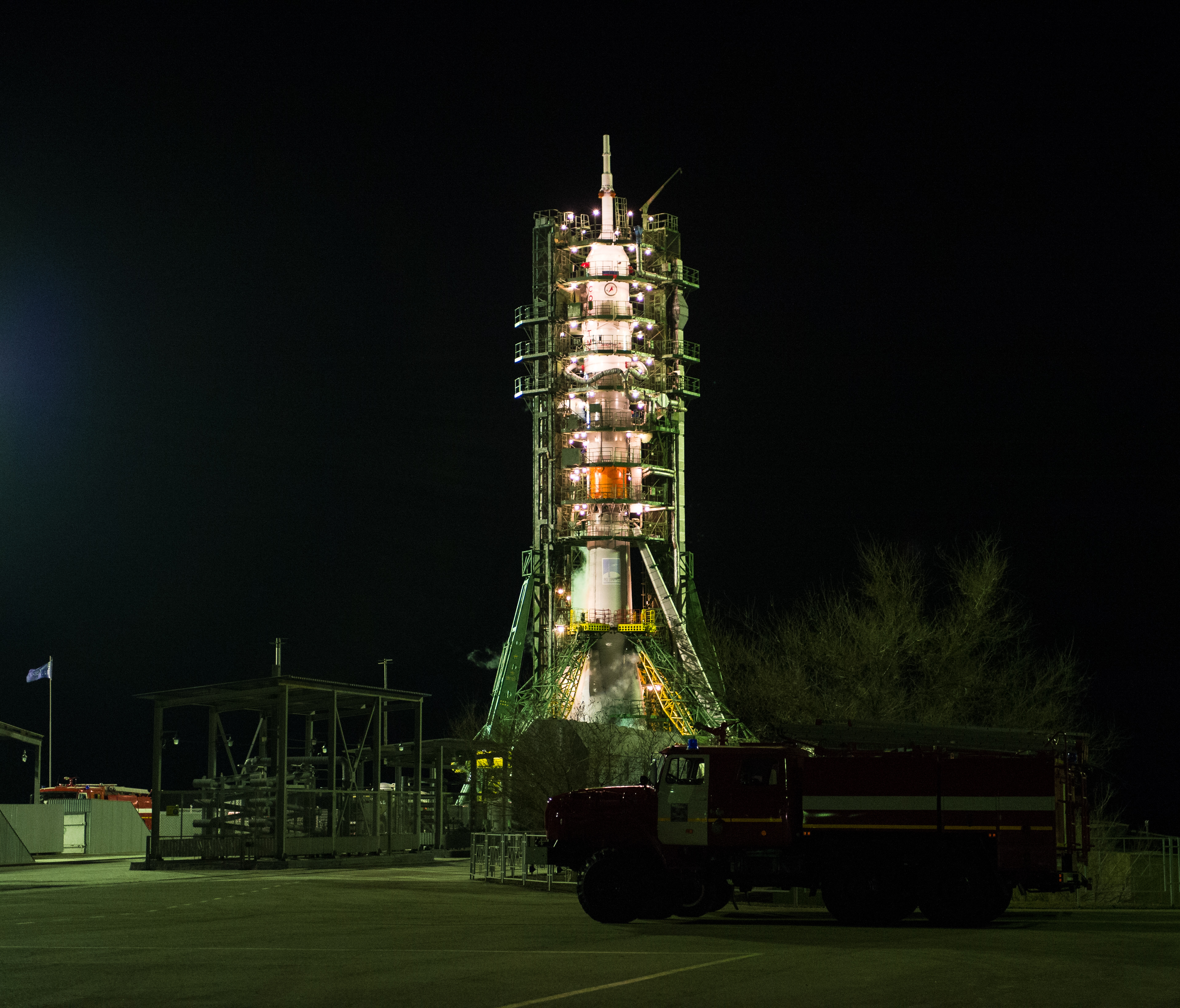
A Szojuz TMA–15M a kilövőálláson.
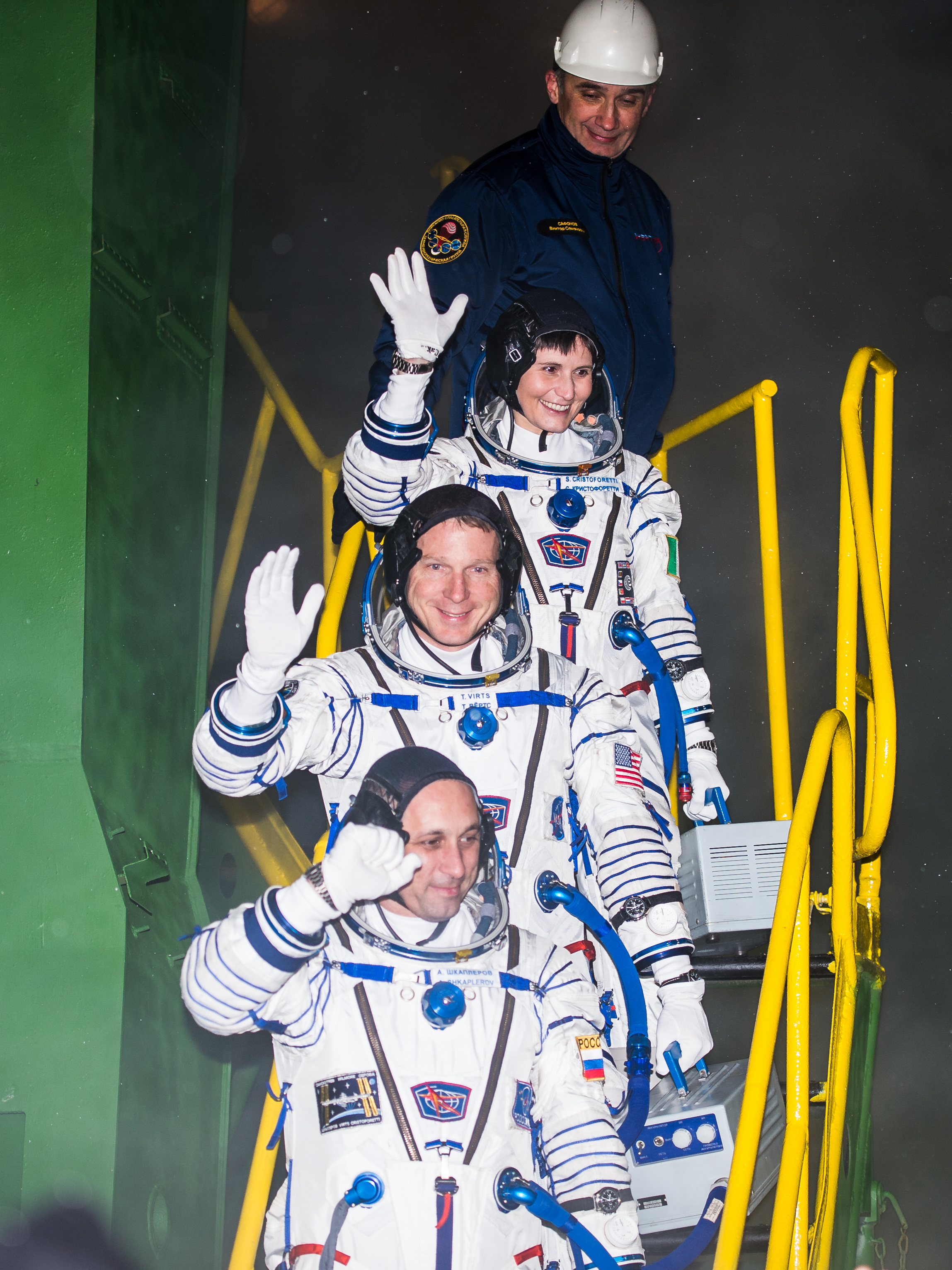
A Szojuz TMA–15M személyzete közvetlenül a kilövés előtt: Cristoforetti, Virts és Skaplerov (fentről le).
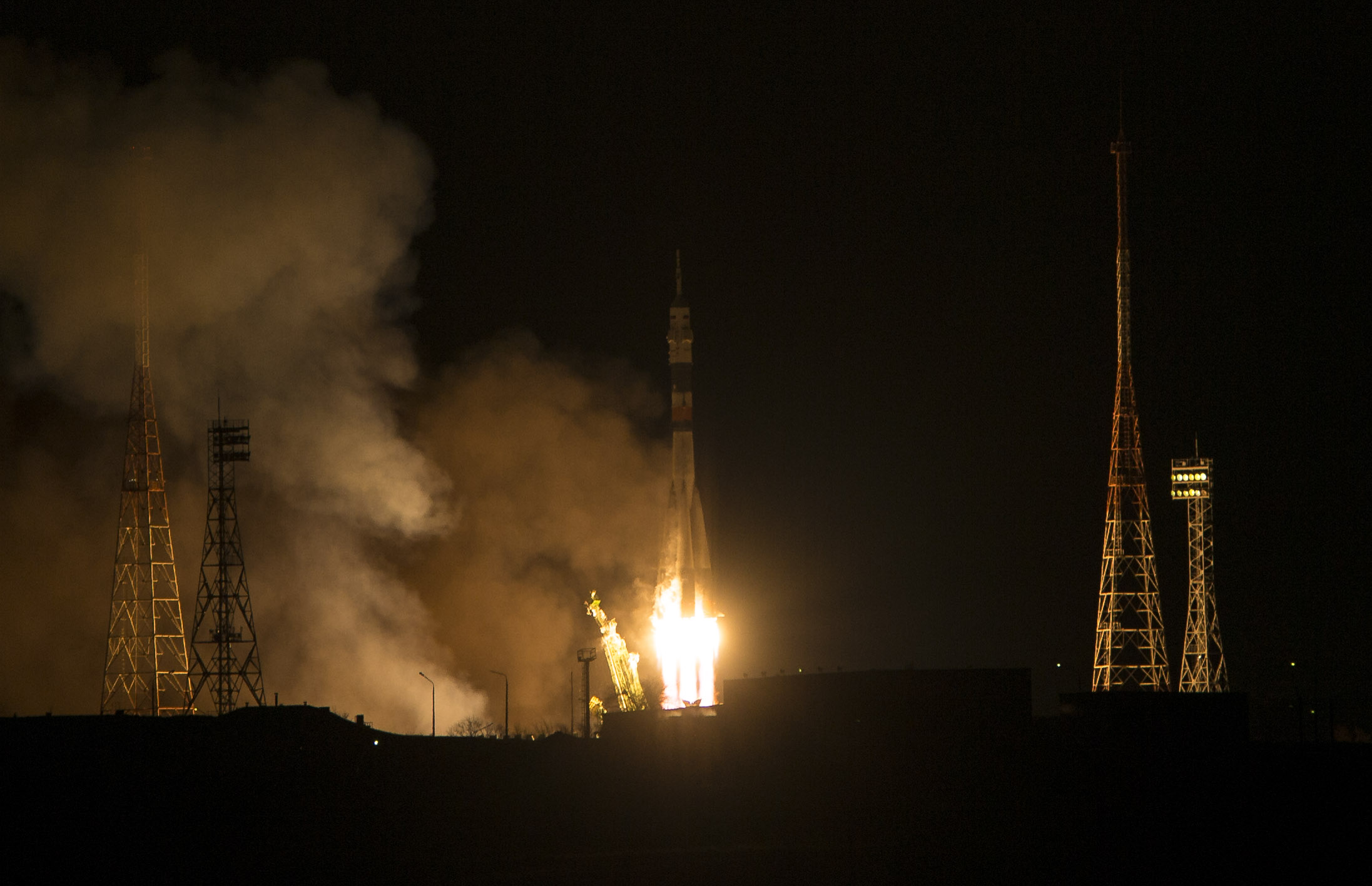
A Szojuz TMA–15M kilövése Bajkonurban.
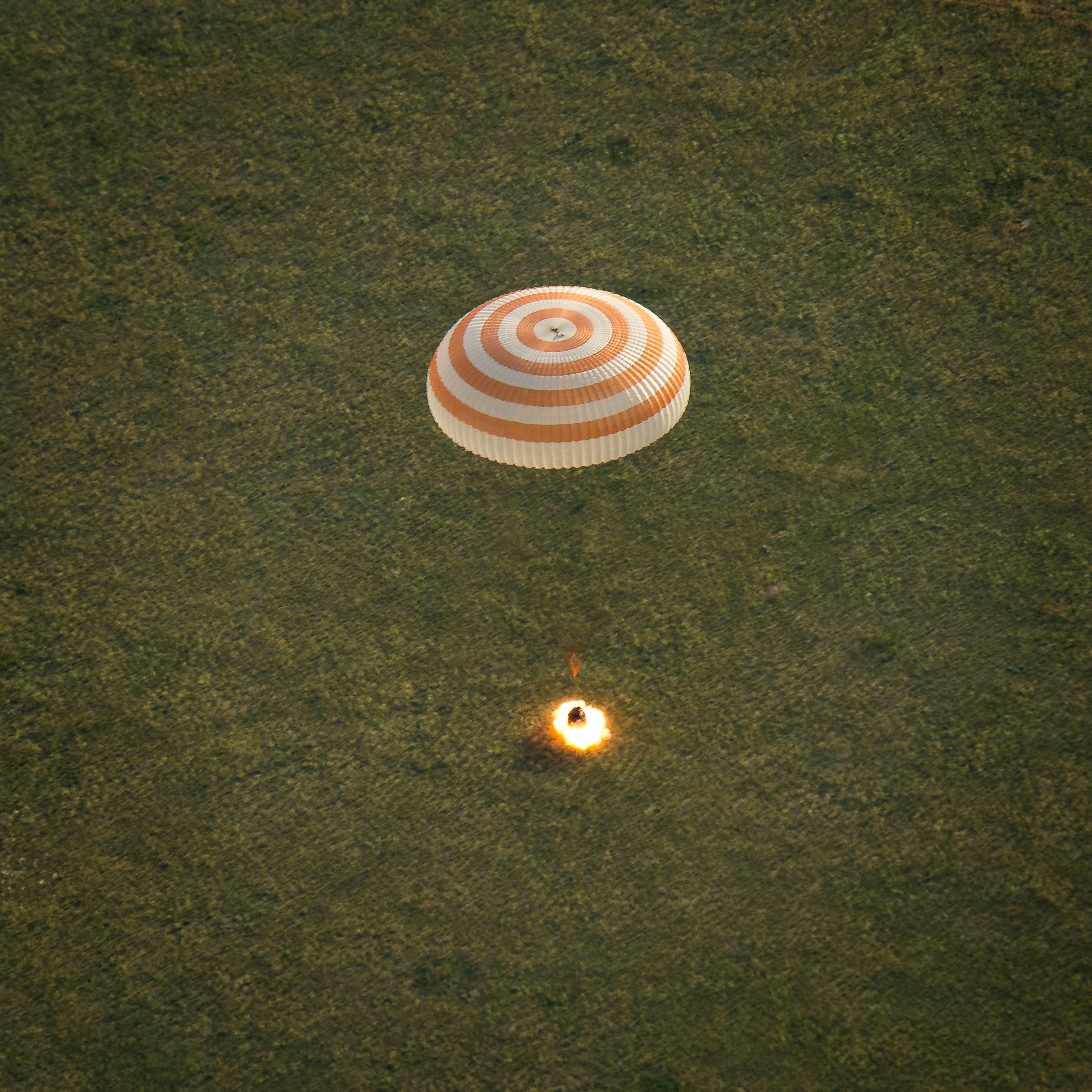
A Szojuz TMA–15M landolása Kazahsztánban.